# Jacques Stany
Pour les articles homonymes, voir Stany.
Jacques Stany (nom de naissance : Stanislawski), né le 4 avril 1930 à Minsk (alors en République socialiste soviétique de Biélorussie), et mort le 19 juillet 2016 à Rome, est un acteur naturalisé français d'origine soviétique biélorusse, qui a fait l'essentiel de sa carrière en Italie.

## Biographie
Né en Biélorussie sous l'ère soviétique, il émigre dans sa jeunesse en Europe de l'Ouest. Naturalisé français sous le nom de Jacques Stany, il fait carrière au cinéma principalement en Italie, contribuant à plus de soixante-dix films, principalement italiens (s'ajoutent entre autres de nombreuses coproductions franco-italiennes). Son premier film (français, dans un petit rôle non crédité) est Le Couteau sous la gorge de Jacques Séverac (1955, avec Jean Servais et Madeleine Robinson) ; son dernier, après lequel il prend sa retraite, sort en 2005.
Parmi ses films notables, mentionnons Quelle joie de vivre de René Clément (1961, avec Alain Delon et Barbara Lass), Un cri dans l'ombre de John Guillermin (film américain, 1968, avec George Peppard et Inger Stevens), La Femme du prêtre de Dino Risi (1970, avec Sophia Loren et Marcello Mastroianni), Le Témoin de Jean-Pierre Mocky (1978, avec Alberto Sordi et Philippe Noiret), ou encore 2019 après la chute de New York de Sergio Martino (1983, avec Valentine Monnier et Anna Kanakis).
À la télévision, outre trois téléfilms (diffusés respectivement en 1965, 1990 et 1994), il apparaît dans cinq séries télévisées, la première étant Les Espions (série américaine, un épisode, 1967) ; la dernière est une mini-série italienne de 1993. Entretemps, citons la série franco-italienne Sam et Sally (un épisode, 1979) et la mini-série canadienne Laurier (1987), où il personnifie le pape Léon XIII.
Également acteur de doublage, Jacques Stany prête notamment sa voix à Gérard Darmon dans la version italienne de La Lune et le Téton de Bigas Luna (1994).

## Filmographie partielle

### Acteur

#### Cinéma
- 1955 : Le Couteau sous la gorge de Jacques Séverac : un client du cabaret
- 1960 : Le Géant de Thessalie (I giganti della Tessaglia) de Riccardo Freda : un compagnon de Jason
- 1961 : Quelle joie de vivre (Che gioia vivere) de René Clément : Universo Fossati
- 1962 : Sept épées pour le roi (Le sette spade del vendicatore) de Riccardo Freda : un officier à l'exécution de Don Carlos
- 1962 : Vénus impériale (Venere imperiale) de Jean Delannoy : un officier
- 1963 : L'Or des Césars (Oro per i Cesari) d'André de Toth et Sabatino Ciuffini : le décurion
- 1964 : Maciste et les 100 gladiateurs (Maciste gladiatore de Sparta) de Mario Caiano : Epialte
- 1964 : Le Château des morts-vivants (Il castello dei morti vivi) de Luciano Ricci : Bruno
- 1964 : Le Triomphe d'Hercule (Il trionfo di Ercole) d'Alberto De Martino : Erione
- 1965 : L'Express du colonel Von Ryan (Von Ryan's Express) de Mark Robson : un aide de Gortz
- 1966 : Technique d'un meurtre (Tecnica di un omicidio) de Francesco Prosperi (non crédité)
- 1966 : Intrigue à Suez (Un colpo da mille miliardi) de Paolo Heusch : Jacques
- 1966 : Trois Cavaliers pour Fort Yuma (Per pocchi dollari ancora) de Giorgio Ferroni : Élie Murdock
- 1967 : Le Cobra de Mario Sequi : journaliste
- 1968 : Un cri dans l'ombre (House of Cards) de John Guillermin : le chauffeur Georges
- 1969 : Une folle envie d'aimer (Orgasmo) d'Umberto Lenzi : l'inspecteur de police
- 1969 : Ora X: Pattuglia suicida de Gaetano Quartararo : Klaus Steinberg
- 1969 : Une poule, un train... et quelques monstres (Vedo nudo) de Dino Risi : un infirmier
- 1969 : L'arcangelo de Giorgio Capitani : le professeur Crescenzi
- 1969 : Le Paria de Claude Carliez : le superintendant Walt
- 1970 : Paranoia d'Umberto Lenzi : James
- 1970 : L'Assaut des jeunes loups (Hornets' Nest) de Phil Karlson et Franco Cirino : Ehrlich
- 1970 : La Femme du prêtre (La moglie del prete) de Dino Risi : Jimmy Guitar
- 1971 : Le Chat à neuf queues (Il gatto a nove code) de Dario Argento : le professeur Manera
- 1971 : Meurtre par intérim (Un posto ideale per uccidere) d'Umberto Lenzi : un officier
- 1971 : Quatre Mouches de velours gris (4 mosche di veluto grigio) de Dario Argento : le psychiatre
- 1975 : Mahogany de Berry Gordy : un client au défilé de mode
- 1976 : Nina (A Matter of Time) de Vincente Minnelli : un journaliste
- 1977 : La Bataille des étoiles (Cosmo 2000 - Battaglie negli spazi stellari) d'Alfonso Brescia : Miller
- 1978 : La Prof et les Cancres (L'insegnante va in collegio) de Mariano Laurenti : le directeur de l'hôtel
- 1978 : Le Témoin de Jean-Pierre Mocky : un agent de police
- 1981 : Spaghetti a mezzanotte de Sergio Martino : le tueur Saruzzo
- 1981 : Reste avec nous, on s'tire (La poliziotta a New York) de Michele Massimo Tarantini : le commissaire
- 1981 : Rosa, chaste et pure (Casta e pura) de Salvatore Samperi : le père de Lisetta
- 1982 : Crime au cimetière étrusque (Assassinio al cimitero etrusco) de Sergio Martino : Nick Forte
- 1982 : Meurtre au Vatican (Morte in Vaticano) de Marcello Aliprandi : un cardinal
- 1982 : Pénitencier de femmes (Violenza in un carcere femminile) de Bruno Mattei : l'inspecteur en chef
- 1983 : 2019 après la chute de New York (2019 - Dopo la caduta di New York) de Sergio Martino : un officier Eurak
- 1983 : Révolte au pénitencier de filles (Blade Violent - I violenti ou Emanuelle fuga dall'inferno) de Bruno Mattei et Claudio Fragasso : le procureur de district Robinson
- 1985 : Les Nuits chaudes de Cléopâtre (Sogni erotici di Cleopatra) de Rino Di Silvestro : Jules César
- 1991 : Le Comte Max (Il conte Max) de Christian De Sica : le concierge

#### Télévision
(séries, sauf mention contraire)
- 1965 : Hercule et la Princesse de Troie (Hercules and the Princess of Troy, téléfilm) d'Albert Band : Argus
- 1967 : Les Espions (I Spy), saison 3, épisode 9 Le Septième Capitaine (The Seventh Captain) d'Earl Bellamy : Lexae
- 1978 : Sam et Sally, saison 1, épisode 4 Isabelita de Jean Girault : Bob Williams
- 1987 : Laurier, mini-série de Louis-Georges Carrier : le pape Léon XIII
- 1993 : Un commissaire à Rome (it) (Un commissario a Roma), mini-série : Dr Palma

### Acteur de doublage
(au cinéma)
- 1976 : La Grande Bagarre (Il soldato di ventura) de Pasquale Festa Campanile : Bayonne (voix italienne de Frédéric de Pasquale)
- 1986 : Fievel et le Nouveau Monde (An American Tail, film d'animation) de Don Bluth : Henri (version italienne, voix de Christopher Plummer)
- 1994 : La Lune et le Téton (La teta y la luna) de Bigas Luna : El Gabacho (version italienne, voix de Gérard Darmon)